# Hrvatski predsjednički izbori 2014.
Izbori za predsjednika Republike Hrvatske šesti su po redu predsjednički izbori u Republici Hrvatskoj. Održani su 28. prosinca 2014. godine. Na ovim izborima natjecao se najmanji broj kandidata od 1997. godine, njih četvero: tadašnji predsjednik Ivo Josipović, kojega je podržavala vladajuća koalicija lijevog centra, zatim bivša ministica vanjskih poslova i dužnosnica NATO-a Kolinda Grabar-Kitarović, koju je podržao HDZ, aktivist Živog zida Ivan Vilibor Sinčić, ujedno i najmlađi predsjednički kandidat u povijesti u dobi od 24 godine, te Milan Kujundžić. S obzirom na to da niti jedan kandidat u prvom krugu nije dobio potreban broj glasova (50 %), drugi krug održao se, poštujući zakonske rokove, 11. siječnja 2015. godine. U drugom krugu predsjednika Josipovića porazila je Kolinda Grabar-Kitarović razlikom od 32.509 glasova, odnosno njih 1.989 ako se ne uzimaju u obzir glasovi iz dijaspore. Na ovim izborima Kolinda Grabar-Kitarović postala je prva žena na predsjedničoj dužnosti u nezavisnoj Hrvatskoj, te je svojom pobjedom postala prvi desno orijentiran predsjednik od smrti Franje Tuđmana 1999. i prvi predsjednik kojeg je nominirao HDZ u proteklih 15 godina. Ivo Josipović prvi je predsjednik od neovisnosti koji nije osvojio drugi petogodišnji mandat, dok je njegova suparnica dobila 1.114.945 glasova, što je najmanji broj glasova ikada koji je osvojio neki hrvatski predsjednik. Razlika od 1,48 % u drugom krugu izbora, najmanja je na bilo kojim izborima do sada za ovu dužnost.
Tadašnjem predsjedniku Republike Ivi Josipoviću petogodišnji mandat istekao je 18. veljače 2015., dok je mandat novoizabranoj predsjednici Kolindi Grabar-Kitarović započeo 19. veljače 2015. godine. Za četvrtu predsjednicu Republike prisegnula je pred Predsjednicom Ustavnog suda Republike Hrvatske Jasnom Omejec, što je ujedno i prvi put da je žena kao državni poglavar u Hrvatskoj prisegu čitala za ženom na čelu najvišeg suda za ustavna pitanja. Njenoj inauguraciji na Trgu svetog Marka u Zagrebu prisustvovalo je 88 stranih izaslanstava, od čega 8 predsjednika država i vlada.
Vlada Republike Hrvatske 20. studenoga 2014. raspisala je izbore za Predsjednika Republike Hrvatske. Odluka je stupila na snagu 24. studenoga 2014., kada je započeo teći 12-dnevni rok za prikupljanje prijedloga kandidata za predsjednika Republike. Za pravovaljanost kandidature, ista mora biti podržana potpisima najmanje 10.000 birača.

## Kandidati
Državno izborno povjerenstvo objavilo je četiri pravovaljane kandidature prema redoslijedu predanog broja potpisa, dok su tri kandidature odbijene jer nemaju dovoljni broj potpisa podrške.
| kandidat | kandidat                 | stranke/koalicija                                                                                 | potpisi podrške |
| -------- | ------------------------ | ------------------------------------------------------------------------------------------------- | --------------- |
|          | Kolinda Grabar-Kitarović | HDZ, HSS, HSP AS, BUZ, HDS, ZDS, HSLS, HRAST, HKS                                                 | 328.683         |
|          | Ivo Josipović            | SDP, HNS, IDS, HSU, Laburisti, Reformisti, ORaH, AHU, HDSS, ISU, JS, MDS, PGS, SHUS, SU, SUH, UDU | 203.875         |
|          | Milan Kujundžić          | Savez za Hrvatsku                                                                                 | 50.000          |
|          | Ivan Vilibor Sinčić      | Živi zid                                                                                          | 15.200          |

## Izborna promidžba
Službena izborna promidžba počela je u ponoć, 9. prosinca 2014. godine.
Po službenim objavama troškova kampanje, Ivo Josipović potrošio je 5.400.000 kn, dok je najmanje potrošio Ivan Sinčić i to 92.627 kn. To znači da je Ivo Josipović svaki glas platio duplo više od Kolinde Grabar-Kitarović i Milana Kujundžića, te čak 24 puta više nego Ivan Sinčić.
| Kandidat (stranka) | Kandidat (stranka)               | Potrošeni iznos do 28. prosinca | Broj glasova | Trošak po glasu (u kunama) |
| ------------------ | -------------------------------- | ------------------------------- | ------------ | -------------------------- |
|                    | Ivo Josipović (podržan od SDP-a) | 5.400.000                       | 687.678      | 7,85                       |
|                    | Kolinda Grabar-Kitarović (HDZ)   | 2.500.000                       | 665.379      | 3,76                       |
|                    | Milan Kujundžić (SZH)            | 390.806                         | 112.585      | 3,47                       |
|                    | Ivan Vilibor Sinčić (Živi zid)   | 92.627                          | 293.570      | 0,32                       |

## Prvi krug
Prvi krug predsjedničkih izbora obilježila je mrtva utrka između Josipovića i Grabar-Kitarović. Razlika između njih bila je samo 1,24 %. Politolog Boško Picula smatra da ovako mala razlika između Josipovića i Grabar-Kitarović oslikava podjelu hrvatskog društva.
Josipovićev rezultat bio je lošiji je od očekivanog. To je politolog Davor Gjenero ocijenio kao "strašan šok" za Josipovića, ali i za vladajuću Kukuriku koaliciju. Josipović je nakon objave rezultata najavio pobjedu i u drugom krugu. Grabar-Kitarović je rezultate prvog kruga izbora okarakterizirala kao želju građana za promjenama.
Najveće iznanađenje izbora bio je Ivan Sinčić, kandidat Živog zida koji je dobio 16,42 % glasova. Nakon objave rezultata, Sinčić je izjavio da je "pobjednik Živi zid", najavio je i sudjelovanje na parlamentarnim izborima uz nadu da će ga podržati njegovi birači. Politolog Zdravko Petak smatra da razlog u iznenađenju leži u "protestnom glasovanju" i "drukčijem gledanju na razvoj i socijalnu situaciju koja je dosta teška". Petak je ocijenio da je to zato što "vodeće hrvatske politike ne nude rješenje za izlaz iz krize", a Sinčićev uspjeh okarakterizirao je kao "radikalizaciju politike". Politolozi pak smatraju da će njegovi glasači uglavnom apstinirati u drugom krugu.
U Kujundžićevom izbornom stožeru očekivali su najmanje oko 10 % podrške, no dobio je 6,30 %. Kujundžićev slab rezultat bio je iznenađujući. Značajnu podršku izgubio je među biračima podrijetlom iz BiH, ali i iz same BiH kada je napravio gaf izjavivši da se protivi trećem entitetu i da podržava "konstitutivnost naroda na cjelokupnom teritoriju BiH", odnosno odluku Ustavnog suda koja je narušila konstitutivnost Hrvata u čitavoj BiH. U ovakvom stavu su ga podržali predsjednik Federacije BiH Živko Budimir, Zvonko Jurišić, predsjednik HSP-a BiH, ali i HDZ 1990.
Politički analitičari drže kako će u drugom krugu Josipović i Grabar-Kitarović morati osmisliti način na koji će privući Sinčićeve glasače, koji će odigrati odlučujuću ulogu u drugome krugu.
| prvi krug        | prvi krug        | prvi krug | prvi krug         | prvi krug         |
| ---------------- | ---------------- | --------- | ----------------- | ----------------- |
| kandidati        |                  |           |                   | broj glasova      |
| Josipović        | Josipović        |           | 687.678 (38,46 %) | 687.678 (38,46 %) |
| Grabar-Kitarović | Grabar-Kitarović |           | 665.379 (37,22 %) | 665.379 (37,22 %) |
| Sinčić           | Sinčić           |           | 293.570 (16,42 %) | 293.570 (16,42 %) |
| Kujundžić        | Kujundžić        |           | 112.585 (6,30 %)  | 112.585 (6,30 %)  |
|                  |                  |           |                   |                   |

## Drugi krug
U drugom krugu izbora pobijedila je Kolinda Grabar-Kitarović s 32.509 glasova više od Ive Josipovića.
| drugi krug       | drugi krug       | drugi krug | drugi krug          | drugi krug          |
| ---------------- | ---------------- | ---------- | ------------------- | ------------------- |
| kandidati        |                  |            |                     | broj glasova        |
| Josipović        | Josipović        |            | 1.082.436 (49,26 %) | 1.082.436 (49,26 %) |
| Grabar-Kitarović | Grabar-Kitarović |            | 1.114.945 (50,74 %) | 1.114.945 (50,74 %) |
|                  |                  |            |                     |                     |